# Filmes de 1949 da Republic Pictures

## Introdução

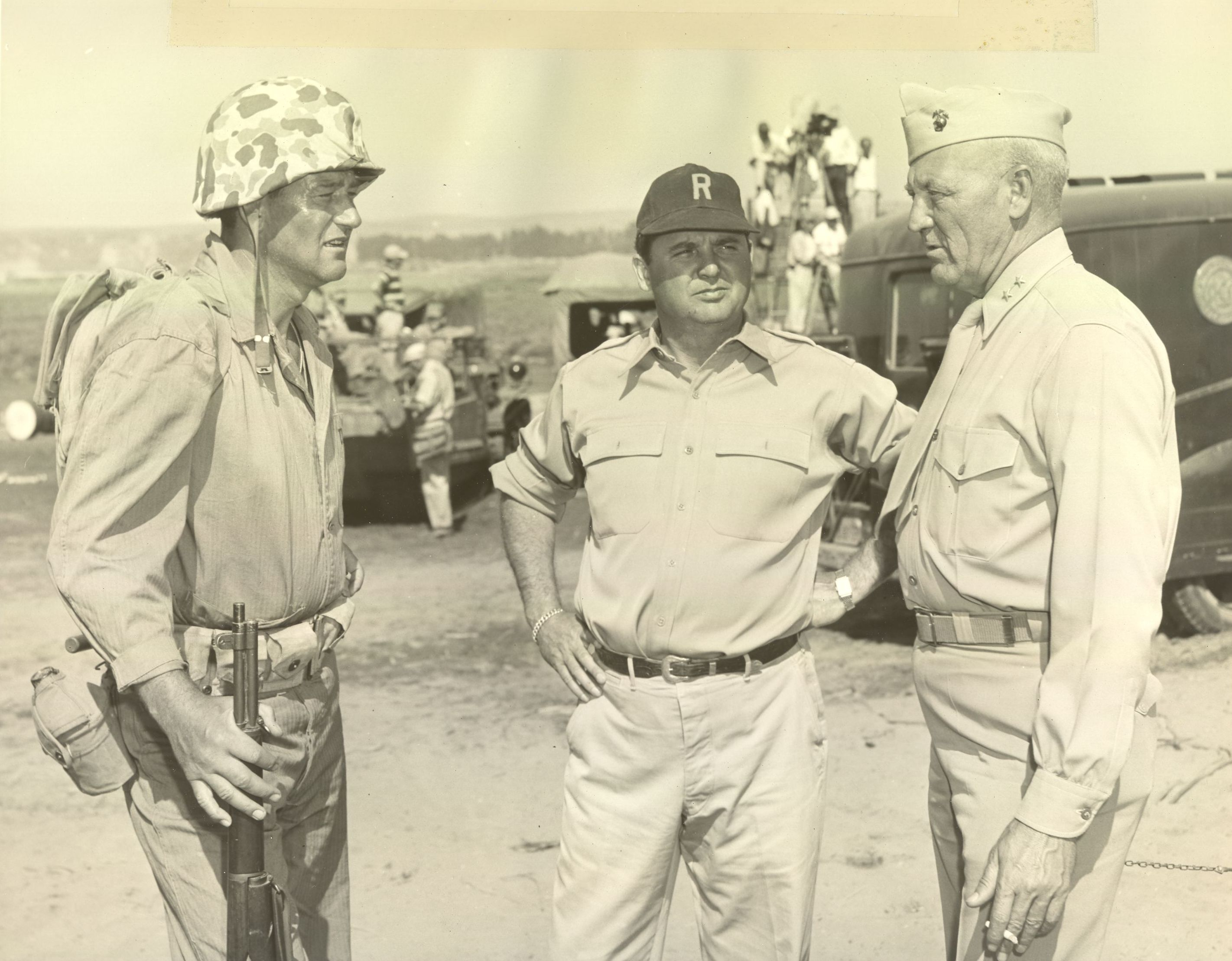
O Major-general Graves B. Erskine, comandante da Terceira Divisão de Fuzileiros Navais durante a Batalha de Iwo Jima (à direita), conversa com John Wayne durante as filmagens de Sands of Iwo Jima, o filme mais importante da Republic no ano.

Em 1949, a Republic Pictures lançou 46 produções.
Pela primeira e única vez em sua história, o estúdio apresentou cinco seriados, ao invés dos habituais três ou quatro. Por essa época, esse tipo de entretenimento já não contava mais com a Universal, que produzira seu último cliffhanger em 1947. O campo agora era disputado somente pela Republic e pela Columbia.
O estúdio começou a produzir uma boa quantidade de documentários de curta-metragem, a maioria sobre turismo. A série intitulada Land of Opportunity, que versava sobre aspectos da cultura norte-americana, teve dois filmetes lançados no ano e os dois restantes em 1950. Também neste ano, a Republic distribuiu quatro animações da série Jerky Journeys, produzida em Trucolor pela An Impossible Dream.
Em meio aos habituais filmes B, geralmente filmes de ação como faroestes e policiais, pelo menos três produções de maior orçamento se destacam. A primeira é The Red Pony,  um drama sentimental baseado em três contos de John Steinbeck, com direção do premiado Lewis Milestone. As outras duas são, ambas, estreladas por John Wayne: a aventura Wake of the Red Witch e, acima de tudo, o filme de guerra Sands of Iwo Jima.
Sands of Iwo Jima, dirigido por Allan Dwan, tem no elenco três fuzileiros navais que realmente participaram das ações no Pacífico durante a Segunda Guerra Mundial. Eles, inclusive, fazem parte da fotografia histórica que mostra os marines no ato de levantar a bandeira norte-americana em Iwo Jima. O filme foi distribuído apenas em 1950, mas teve duas premières em San Francisco -- 14 de dezembro -- e em Los Angeles -- 28 de dezembro --, para poder, assim, qualificar-se para os Oscar. A estratégia vingou: a produção recebeu quatro indicações da Academia, uma delas a de Melhor Ator para John Wayne, um feito até então inédito na carreira do astro.

## Prêmios Oscar
22.ª cerimônia, com os filmes exibidos em Los Angeles no ano de 1949.
| Filme             | Indicações                                                                 | Premiações |
| ----------------- | -------------------------------------------------------------------------- | ---------- |
| Sands of Iwo Jima | Melhor Ator Melhor História Original Melhor Montagem Melhor Mixagem de Som | ---        |

## Seriados do ano
| Título original                     | Título PT/BR             | Título PT/PT                              | Astro           | Diretor         | Episódios | Gênero            |
| ----------------------------------- | ------------------------ | ----------------------------------------- | --------------- | --------------- | --------- | ----------------- |
| Federal Agents vs. Underworld, Inc. | O Segredo dos Túmulos    |                                           | Kirk Allyn      | Fred C. Brannon | 12        | Policial          |
| Ghost of Zorro                      | O Fantasma do Zorro      | O Fantasma de Zorro                       | Clayton Moore   | Fred C. Brannon | 12        | Aventura          |
| The James Brothers of Missouri      | Aventuras de Jesse James |                                           | Keith Richards  | Fred C. Brannon | 12        | Faroeste          |
| King of the Rocket Men              | O Homem Foguete          | O Super-Homem Foguete                     | Tristram Coffin | Fred C. Brannon | 12        | Ficção Científica |
| Radar Patrol vs. Spy King           | O Rei dos Espiões        | A Patrulha Radar Contra o Rei dos Espiões | Kirk Alyn       | Fred C. Brannon | 12        | Policial          |

## Filmes do ano
| Título original           | Título PT/BR                 | Título PT/PT              | Astros                          | Diretor           | Gênero     |
| ------------------------- | ---------------------------- | ------------------------- | ------------------------------- | ----------------- | ---------- |
| Alias the Champ           | Choque de Gigantes           |                           | Robert Rockwell, Barbara Fuller | George Blair      | Policial   |
| Bandit King of Texas      | Piratas da Estrada           |                           | Allan Lane, Eddy Waller         | Fred C. Brannon   | Faroeste   |
| Brimstone                 | O Cavaleiro Negro            |                           | Rod Cameron, Adrian Booth       | Joseph Kane       | Faroeste   |
| Daughter of the Jungle    | Ticoora, A Rainha das Selvas |                           | Lois Hall, James Cardwell       | George Blair      | Aventura   |
| Death Valley Gunfighter   | Vale do Terror               |                           | Allan Lane, Eddy Waller         | R. G. Springsteen | Faroeste   |
| Down Dakota Way           | Trilha do Perigo             |                           | Roy Rogers, Dale Evans          | William Witney    | Faroeste   |
| Duke of Chicago           | O Valente de Chicago         |                           | Tom Brown, Audrey Long          | George Blair      | Policial   |
| The Fighting Kentuckian   | Estranha Caravana            | Um Valente                | John Wayne, Vera Ralston        | George Waggner    | Aventura   |
| Flame of Youth            | Sombras da Ambição           |                           | Barbara Fuller, Ray McDonald    | R. G. Springsteen | Policial   |
| Flaming Fury              | Fogo Criminoso               |                           | Roy Roberts, George Cooper      | George Blair      | Policial   |
| Frontier Investigator     | Traição na Fronteira         |                           | Allan Lane, Gail Davis          | Fred C. Brannon   | Faroeste   |
| The Golden Stallion       | Cavalgada do Ouro            |                           | Roy Rogers, Dale Evans          | William Witney    | Faroeste   |
| Hellfire                  | Fogo do Inferno              |                           | Bill Elliott, Marie Windsor     | R. G. Springsteen | Faroeste   |
| Hideout                   | Esconderijo                  |                           | Adrian Booth, Lloyd Bridges     | Philip Ford       | Policial   |
| The Kid from Cleveland    | Revolta de um Coração        |                           | George Brent, Lynn Bari         | Herbert Kline     | Drama      |
| The Last Bandit           | O Último Bandido             |                           | Bill Elliott, Adrian Booth      | Joseph Kane       | Faroeste   |
| Law of the Golden West    |                              |                           | Monte Hale, Paul Hurst          | Philip Ford       | Faroeste   |
| Navajo Trail Raiders      | Nas Malhas da Justiça        |                           | Allan Lane, Eddy Waller         | R. G. Springsteen | Faroeste   |
| Outcasts of the Trail     | Atirar para Matar            |                           | Monte Hale, Paul Hurst          | Philip Ford       | Faroeste   |
| Pioneer Marshal           | Medindo Forças               |                           | Monte Hale, Paul Hurst          | Philip Ford       | Faroeste   |
| Post Office Investigator  | Selos da Morte               |                           | Audrey Long, Warren Douglas     | George Blair      | Policial   |
| Powder River Rustlers     | O Misterioso Desaparecido    |                           | Allan Lane, Eddy Waller         | Philip Ford       | Faroeste   |
| Prince of the Plains      | Príncipe das Planícies       |                           | Monte Hale, Paul Hurst          | Philip Ford       | Faroeste   |
| Ranger of Cherockee Strip | O Fugitivo Vingador          |                           | Monte Hale, Paul Hurst          | Philip Ford       | Faroeste   |
| The Red Menace            |                              |                           | Robert Rockwell, Hanne Axman    | R. G. Springsteen | Espionagem |
| The Red Pony              | O Vale da Ternura            |                           | Myrna Loy, Robert Mitchum       | Lewis Milestone   | Drama      |
| Rose of the Yukon         | O Preço da Traição           |                           | Steve Brodie, Myrna Dell        | George Blair      | Aventura   |
| San Antone Ambush         | Sede de Vingança             |                           | Monte Hale, Bette Daniels       | Philip Ford       | Faroeste   |
| Sands of Iwo Jima         | Iwo Jima, O Portal da Glória | O Inferno de Iwo Jima     | John Wayne, John Agar           | Allan Dwan        | Guerra     |
| Sheriff of Wichita        | O Intrépido Xerife           |                           | Allan Lane, Eddy Waller         | R. G. Springsteen | Faroeste   |
| South of Rio              |                              |                           | Monte Hale, Kay Christopher     | Philip Ford       | Faroeste   |
| Streets of San Francisco  | Ruas da Perdição             |                           | Robert Armstrong, Mae Clarke    | George Blair      | Policial   |
| Susanna Pass              | O Mistério do Lago           |                           | Roy Rogers, Dale Evans          | William Witney    | Faroeste   |
| Wake of the Red Witch     | No Rastro da Bruxa Vermelha  | A Lenda da Bruxa Vermelha | John Wayne, Gail Russell        | Edward Ludwig     | Aventura   |
| The Wyoming Bandit        | O Bandido do Wyoming         |                           | Allan Lane, Eddy Waller         | Philip Ford       | Faroeste   |

## Outros
| Título                                                | Produção    | Direção        | Narração           | Elenco          | Duração   | Gênero   |
| ----------------------------------------------------- | ----------- | -------------- | ------------------ | --------------- | --------- | -------- |
| Jerky Journeys -- Beyond Civilization to Texas        | Art Hineman | --             | Kenny Delmar       | --              | 7 minutos | Animação |
| Jerky Journeys -- Bungle in the Jungle                | Art Hineman | --             | Frank Nelson       | --              | 7 minutos | Animação |
| Jerky Journeys -- Romantic Rumbolia                   | Art Hineman | --             | Frank Nelson       | --              | 7 minutos | Animação |
| Jerky Journeys -- The 3 Minnies: Sota, Tonka & Ha Ha! | Art Hineman | --             | Frank Nelson       | --              | 7 minutos | Animação |
| Land of Opportunity -- The American Rodeo             | --          | William Witney | Gerald Courtemarsh | Allan Lane      | 9 minutos | Turismo  |
| Land of Opportunity -- The Sponge Diver               | --          | William Witney | --                 | Robert Rockwell | 9 minutos | Turismo  |